# West-Sumba
Het regentschap West-Sumba (Sumba Barat), met een oppervlakte van 4021 km², is onderdeel van de provincie Oost-Nusa Tenggara (Indonesië) en ligt op het westelijke deel van het eiland Sumba tussen 9°11' and 10°20' zuiderbreedte en tussen 118°15' en 120°23' oosterlengte. Het regentschap grenst in het noorden aan de Straat Sumba, in het oosten aan het regentschap Centraal-Sumba, in het zuiden aan de Indische Oceaan en in het westen aan Zuidwest-Sumba. Er wonen ongeveer 385.000 mensen. De bevolkingsdichtheid is 65 inwoners per km².
De hoofdstad is Waikabubak.

## Transport
- De afstand tussen Waingapu, de hoofdstad van Oost-Sumba, en Waikabubak is 137 km. De busrit duurt drie à vier uur. Onderweg stopt de bus in Langga Leru voor een korte pauze. De meeste bussen vertrekken 's ochtends.
- De Tambolakaluchthaven ligt ca. 41 kilometer ten noordwesten van Waikabubak. Het vliegveld wordt aangevlogen vanuit Kupang (via Mau Haul op Oost-Sumba) en vanuit Denpasar via Bima op Sumbawa.
- De belangrijkste haven Waikelo ligt ongeveer 47 km ten noordwesten van Waikabubak.
- Volgens de statistieken waren er in 2002 ongeveer 1400 (lichte) motorfietsen in West-Sumba. Zo'n motorfiets is het goedkoopste en snelste middel van transport.

## Middelen van bestaan
- In 2001 is 87% van de bevolking van West-Sumba werkzaam in de landbouw die 61% van het bruto binnenlands product beslaat.
- Van het BBP van in totaal 482 miljoen rupiah per jaar heeft 42% betrekking op de voedselproductie. Dit laatste cijfer is echter niet adequaat aangezien een aanzienlijk deel van het voedsel geproduceerd wordt voor eigen gebruik of wordt geruild voor andere goederen of diensten. Deze voedselproductie blijft daarbij buiten de officiële cijfers.
- Aantallen ambtenaren en leraren (2002): 172 ambtenaren (centrale regering), 1184 ambtenaren (lokale regering op departementen van het district), 215 ambtenaren (sub-districtsniveau, 87 ambtenaren (dorpsniveau), 2107 leraren (basisschool), 1098 docenten (vervolgonderwijs). (bron: Sumba Barat dalam angka 2002, Badan Pusat Statistik, Kabupaten Sumba Barat, Province NTT)

## Bestuurlijke indeling
In 2007 werd een bestuurlijke herindeling doorgevoerd en bestaat West-Sumba niet meer uit vijftien onderdistricten, maar nog slechts uit vijf. (Er waren tot 2007 twee typen onderdistricten op West-Sumba: 8 kacematan en 7 kacematan pembantu. Op hun beurt hadden ze samen 117 desa en 8 kelurahan.) Nieuw gevormd werden:
- Centraal-Sumba (Sumba Tengah) met Waibakul als hoofdstad.
- Zuidwest-Sumba (Sumba Barat Daya) met Tambolaka als hoofdstad.

### Onderdistricten (per 2007)
- Waikabubak
- Lamboja
- Loli
- Tana Righu
- Wanokaka

### Niet-bestuurlijke streken
- Kodi
- Wadjewa

## Taal
De zeven belangrijkste talen die op West-Sumba worden gesproken behoren tot de Bima-Soembatalen, die onderdeel zijn van de Austronesische taalfamilie. Deze zeven talen hebben hun meeste sprekers ook in West-Sumba.

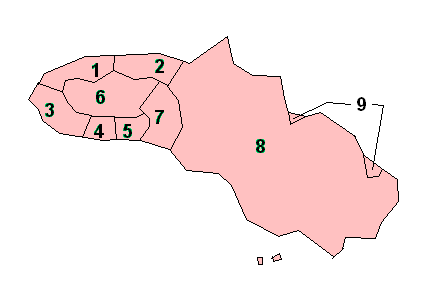
Talen van Sumba

De talen 1, 2, 4, 5, 6 en 7 zijn enigszins verwant.
1. Laura (10.000 sprekers)
2. Mamboru (16.000 sprekers)
3. Kodisch (40.000 sprekers)
4. Wanukaka (10.000 sprekers)
5. Lambojaas (25.000 sprekers)
6. Wadjewaas (65.000 sprekers)
7. Anakalangu (14.000 sprekers)

Indonesisch is tegenwoordig de officiële taal zoals het Maleis dat was in de tijd van de Nederlands-Indië. Het zijn deze talen die worden gebruikt door bestuur en indertijd door de zending.

## Klimaat
West-Sumba is beduidend natter dan Oost-Sumba, met een neerslag van 2000 tot 2500 mm per jaar. Hierdoor is de teelt van rijst, kapok, pinangnoten en tabak mogelijk. Ook is dit gedeelte van het eiland daardoor dichter bevolkt dan het drogere oosten.
Katikutana · Kodi · Kodi Bangedo · Waikabubak · Lamboja · Loli · Laura · Mamboro · Noord-Wadjewa · Oost-Wadjewa · Tana Righu · Umbu Ratu Nggay · Wanokaka · West-Wadjewa · Zuid-Wadjewa
Stadsgemeente: Kupang

Regentschappen: Alor · Belu · Centraal-Sumba · Ende · Kupang · Lomblen  · Malaka · Manggarai · Ngada · Noord-Centraal Timor · Oost-Flores · Oost-Sumba · Rote Ndao · Sabu Raijua · Sikka · West-Manggarai · West-Sumba · Zuid-Centraal Timor · Zuidwest-Sumba